# Ігбі йде на дно
«Ігбі йде на дно» — кінофільм режисера Берра Стірса, який вийшов на екрани в 2002 році.

## Зміст
Невдачливий школяр ніяк не може знайти своє місце в житті. А винна в цьому його придуркувата сімейка, яка не бачить життя без постійних переїздів. Ніде не затримуючись надовго, вони позбавляють героя можливості завести друзів. Але в Нью-Йорку хлопець нарешті зустрічає дівчинку зі схожими проблемами і переймається до неї найтеплішими почуттями.

## Ролі
| Актор                    | Роль                            |
| ------------------------ | ------------------------------- |
| Кіран Калкін Рорі Калкін | Джейсон "Ігбі" Слокумб-молодший |
| Клер Дейнс               | Сукі Саперштейн                 |
| Джефф Голдблюм           | Бейнс                           |
| Білл Пуллман             | Джейсон Слокумб-старший         |
| Сьюзен Сарандон          | Мімі Слокумб                    |
| Раян Філліпп             | Олівер "Оллі" Слокумб           |
| Білл Ірвін               | лейтенант Ернест Сміт           |
| Джаред Гарріс            | Рассел                          |
| Аманда Піт               | Рейчел                          |
| Синтія Ніксон            | місіс Піггі                     |
| Ґленн Фіцджеральд        | Томмі                           |
| Ґор Відал                | католицький священик            |

## Знімальна група
- Режисер — Берр Стірс
- Сценарист — Берр Стірс
- Продюсер — Гелен Бідлстон, Фран Лукки, Девід Рубін
- Композитор — Уве Фаренкрог-Петерсен